# 蒼のマハラジャ
『蒼のマハラジャ』（あおのマハラジャ）は神坂智子による日本の漫画作品である。『月刊Asuka』（角川書店）で1990年3月号から1993年6月号にわたって連載されていた。

## 作品概要
イギリスの植民地だったインドのラジャスターン藩王国のひとつジョドプールのマハラジャシルバとイギリス人の少女モイラの物語。
第二次世界大戦前から戦後のインドを舞台とした物語で登場人物は架空であるが、地名や事件などは史実を元にしている。

## 登場人物
登場人物は架空の人物であるが、実在の人物をモデルにしたと思われる部分がある。
シルバ・アジット・シン
本作の主人公で「蒼のマハラジャ」とは彼のことを指している。ジョドプールのマハラジャ。モイラと結婚する。
モイラ・バーンズ
イギリス人の少女でもう一人の主人公。父親の仕事でインドにやってきた。シルバと結婚してマハラーニ（王妃）になる。物語はほぼ彼女視点で進んでいく。
マーサ・バーンズ
モイラの祖母。
サヴァイ・マーン・シング・バハドゥール
ジャイプールのマハラジャで作中ではジャイと呼ばれている。
ラージャ・エル・フィール・マフマド・イブン・サウド
サウジアラビアの第16王子。

## 単行本
- 角川書店あすかコミックス（全10巻）1990年～1993年
- 2007年にホーム社より復刊、文庫版全5巻

## イメージ・アルバム
イメージ曲とドラマが収録されている。
『蒼のマハラジャ』（1991年6月21日、トライエムから発売）
キャスト
- モイラ - こおろぎさとみ
- シルバ - 山口勝平
- エヴリン（モイラの母） - 滝沢久美子
- リチャード（モイラの父） - 田中秀幸
- 父王（シルバの父） - 松岡文雄
- サヒバ - 沢木郁也
- 小間使いA - 森川智之
- 小間使いB - 小林通孝
- ナレーション - 池水通洋